# Mariana Torres (escritora)
Mariana Torres (Angra dos Reis, 1981) es una escritora y cineasta brasileña.

## Carrera
Torres realizó gran parte de sus estudios en España. Estudió escritura creativa en Madrid, cine en la Escuela Cinematográfica y Audiovisual de la Comunidad de Madrid y química en la Universidad Autónoma de Madrid. Su primer libro, una colección de cuentos titulada El cuerpo secreto, se publicó en 2015. Su obra ha hecho parte de varias antologías.
Es miembro fundador de la Escuela de Escritores, un instituto de escritura creativa. También forma parte de Conectando a los Artistas Literarios Europeos, que se creó con la intención de reunir a jóvenes escritores y traductores en una variedad de idiomas europeos y está dirigido por la institución holandesa Wintertuin. Torres dirigió el cortometraje Rascacielos, que ha sido exhibido en más de 40 festivales de cine, ganando premios en los Estados Unidos, Italia, Australia, Reino Unido y Eslovenia.
En 2017 fue incluida en la lista Bogotá39, una selección de los mejores escritores jóvenes de América Latina.